# Saint-Paul en Amsterdam
Saint-Paul en Amsterdam of Saint-Paul en Nieuw-Amsterdam is een district van de Franse Zuidelijke Gebieden dat bestaat uit de eilanden Saint-Paul en Amsterdam. Het district is gelegen in het zuidelijke deel van de Indische Oceaan. Het kent geen permanente bewoning, maar er bevindt zich wel een kleine nederzetting, genaamd Martin-de-Viviès, op het eiland Amsterdam waar zo'n 20 wetenschappers verblijven.
Saint-Paul en Amsterdam · Crozeteilanden · Kerguelen · Adélieland · Verspreide Eilanden in de Indische Oceaan